# Décembre 2009 en sport
Pour un article plus général, voir 2009 en sport.

## Principaux rendez-vous
- 4 au 6 décembre : finale de la Coupe Davis 2009.
- 4 au 12 décembre : Championnats d'Europe de curling 2009.
- 5 décembre : phase finale de la Coupe d'Europe des clubs de judo masculin 2009.
- 5 au 20 décembre : Championnat du monde féminin de handball 2009.
- 9 au 18 décembre : Jeux d'Asie du Sud-Est de 2009.
- 9 au 19 décembre : Coupe du monde des clubs de la FIFA 2009.
- 10 au 13 décembre : Championnats d'Europe de natation en petit bassin 2009.
- 12 décembre : début de la Coupe du monde de ski acrobatique 2009-2010.
- 13 décembre : Championnats d'Europe de cross-country 2009.
- 26 décembre au 5 janvier 2010 : Championnat du monde junior de hockey sur glace 2010.
- 30 décembre : finale de la Coupe de la Ligue de hockey sur glace.

## Faits marquants

### Mardi1erdécembre 2009
- Tennis : La joueuse de tennis Amélie Mauresmo met un terme à sa carrière.

### Samedi19 décembre 2009
- Football : Après avoir éliminé le CF Atlante en demi-finales, le Barça remporte la Coupe du monde des clubs en battant l'Estudiantes de la Plata 2 buts à 1 après prolongation. Les Catalans remportent ainsi leur sixième titre de l'année 2009. Une première mondiale.

### Dimanche 20 décembre
- Water-polo : à Kotor (Monténégro) et à domicile, le VK Primorac, vainqueur de l'Euroligue 2009, gagne la supercoupe d'Europe contre le vainqueur du trophée LEN, le club hongrois Szeged VE[1].